# Rudolf Vrána
Rudolf Vrána (14. července 1910 – 27. února 1983) byl všestranný československý lyžař.

## Sportovní kariéra
Na IV. ZOH v Garmisch-Partnkirchenu 1936 skončil v severské kombinaci na 26. místě.
Na Mistrovství světa v klasickém lyžování 1931 v Oberhofu skončil v běhu na 50 km na 18. místě, v severské kombinaci na 28. místě, ve skoku na 15. místě a startoval i v běhu na 18 km. Na Mistrovství světa v klasickém lyžování 1933 v Innsbrucku získal stříbrnou medaili ve štafetě na 4x10 km, v běhu na 18 kilometrů skončil na 57. místě a ve skoku na lyžích na 33. místě. Na Mistrovství světa v klasickém lyžování 1937 v Chamonix skončil ve štafetě na 5. místě. Na Mistrovství světa v klasickém lyžování 1938 v Lahti skončil v běhu na 18 km na 179. místě. Na Mistrovství světa v klasickém lyžování 1929 v Zakopanem a 1930 v Oslo startoval ve skoku na lyžích.